# Ємрегана Крестос
Ємрегана Крестос — імператор (негус) Ефіопії з династії Загве.

## Правління
Був сином Герми Сеюма і братом Татадіма. Разом з тим, італійський вчений Карло Конті Россіні 1902 року оприлюднив документ, в якому йшлося про те, що Крестос був спадкоємцем На'акуето Ла'аба, а йому спадкував Єтбарак. Правив близько 40 років.
Деякі джерела стверджують, що Ємрегана Крестос правив імперією відповідно до апостольських канонів.
Крестосу приписують зведення кам'яної церкви в Аксумському стилі, що носить його ім'я. Храм розташований за 19 кілометрів на північний схід від Лалібели.